# غسنب
غُسْنُب أو جُرَيْس أعجن أو خبز العقاب أو ذنب الأيّل هي نوع من النباتات المزهرة في جنس جريس من فصيلة جريسية ، موطنها تركيا والقوقاز. نبات عشبي معمر متوسط الحجم ينمو إلى 1.2 متر (3 قدم 11 بوصة) ، بأوراق ضيقة مسننة 5–12 سنتيمتر (2–5 بوصة) طويلة. أوراقه ريشية مخرمة ربابية. إزهراره عنقودي التجميع، أزهاره زرق. تنويره يستمر طوال الصيف.